# FN 303
FN 303 — самозарядна пневматична зброя нелетальної дії, розроблене компанією Fabrique Nationale d'Herstal. Заряди FN 303 руйнуються при ударі, тим самим усуваючи ризик проникаючого поранення.

## Історія
FN 303 розроблений на основі концептуального проекту XM303 від «Monterey Bay Corporation».

## Опис
FN 303 використовує стиснене повітря, щоб стріляти спеціальними кулями (зарядами) з барабанного магазина на 15 зарядів. Розроблене для виведення цілі з ладу ударом кулі, не завдаючи проникаючого поранення. Використовується зазвичай для боротьби з заворушеннями, і в тих випадках, де не потрібна зброя, яка може вбити або смертельно поранити. FN 303 використовується як звичайна ручна зброя, з упором прикладу в плече та використовуючи регульований приціл. Також зброя може встановлюватися як підствольний гранатомет на різні автомати при знятому прикладі (в цьому випадку він позначається як M303). На ствольної коробці FN 303 знаходиться рейка Пікатінні для установки прицілів та інших аксесуарів.
FN 303 вельме точний на відстані до 25 метрів. На відстані в 50 метрів має великий шанс потрапити у ціль розміром з людину. Максимальна дальність стрільби FN 303 — 100 метрів.

## Заряди
- Тренувальний/Ударний — нетоксичний заряд з етиленгліколю без добавок, використовується для навчання стрільбі з FN 303 і для больового впливу при стримуванні кого-небудь.
- Незмивна фарба (жовтий) — полімерна фарба на основі латексу для маркування підозрюваних.
- змивається фарбою (рожевий) — розчинний у воді флуоресцентний пігмент на основі етиленгліколю, схожий з наповнювачем зарядів для пейнтболу, для недовговічного маркування.
- Олеорезин капсикум (екстракт з найбільш пекучих сортів кайенского перцю, помаранчевий) — Етіленгліколева основа змішана з 10% сльозогінним та дратівливою сполукою з силою в 2 млн ЕШС за шкалою «пекучості перців», використовується для виведення з ладу цілей.

## На озброєнні
- Бельгія: використовується підрозділом з борьби з терроризмом.[4]
- Болгарія: використовується сухопутними військами і військовою поліцією.[5]
- Грузія: використовується спеціальний підрозділ патрульної поліції МВС[6].
- Лівія: замовлено 1 500 пускових установок в 2008, контракт виконаний у 2009[7].
- Люксембург: використовується підрозділом Unité Spéciale de la Police Поліції Великого Герцогства Люксембург[8][9].
- Туреччина: використовується підрозділом Çevik Kuvvet Генерального Директорату з питань безпеки (англ. General Directorate of Security)[10].
- Фінляндія: в обмеженому тестовому використанні поліцією станом на лютий 2014 року.
- США: Прикордонно-митна служба США[11].